# Ahn Byeong-ki
Ahn Byeong-ki, född 1967, är en sydkoreansk regissör, framförallt verksam i skräckfilmsgenren. Ahn har bland annat regisserat Phone (originaltitel Pon) och skrivit Nightmare (originatitel Gawi).

## Filmografi
- Nightmare (2000)
- Phone (2002)
- Bunshinsaba (2004)
- APT (2006)